# Gustavo Re
Gustavo Re   (Milà, 4 de juliol de 1908 - Barcelona, 5 de juny de 1979) va ser un actor i presentador de TV italià establert a Catalunya. S'inicià en el món del teatre de varietats. Arribà a Catalunya durant la Segona Guerra Mundial, i ací s'uní al grup de Els Vienesos, al costat d'Artur Kaps i Franz Joham, també en va ser col·laborada per Herta Frankel, i Nati Mistral a Alemanya.
Debuta en el cinema espanyol el 1949 amb la pel·lícula 39 cartas de amor, a la qual seguirien moltes altres com Todo es posible en Granada (1954) de José Luis Sáenz de Heredia Un día perdido (1954) de José María Forqué, Historias de la radio (1955) també de Sáenz de Heredia i protagonitzada per Francisco Rabal, Margarita Andrey, Tony Leblanc, José Luis Ozores i José Isbert, o El difunto es un vivo (1956) de Joan Lladó. També participà a Mr. Arkadin (1955) d'Orson Welles.Totò d'Arabia (1964), dirigida per José Antonio de la Loma i protagonitzada per Totò i Nieves Navarro. La diligencia de los condenados (1970), dirigida per Ignacio F. Iquino i protagonitzada per Erika Blanc i Bruno Corazzari i Un verano para matar (1972), dirigida per Antonio Isasi-Isasmendi i protagonitzada per Karl Malden, Olivia Hussey i Christopher Mitchum.
Tanmateix, la gran popularitat li arribaria els anys 60, quan -introduït per Artur Kaps i Franz Joham- presentà nombrosos espais de varietats, musicals i d'humor en els primers anys de Televisió Espanyola. D'aquella etapa són programes com Amigos del martes (1961-1964) presentada per Artur Kaps, Franz Johan i Gustavo Re, Noche de estrellas (1964-1965) o Noche del sábado (1965-1967).
Va ser homenatjat al costat de Pepe da Rosa, Franz Johann, Andrés Pajares, Cassen, Fernando Esteso, Kiko, Tip y Coll, Lina Morgan, Zori i Santosin en l'especial de televisió Humor en blanco y negro, emès a Cómo nos reímos a La 2.